# Fournier RF-10
Die Fournier RF-10 ist ein zweisitziges Sportreiseflugzeug des französischen Flugzeugkonstrukteurs René Fournier aus dem Jahr 1982. Es wurde in Frankreich bei Fournier Aviation als Fournier RF-10 und in Brasilien bei Aeronaves e Motores S.A. als Aeromot AMT „Ximango“ bis 2009 in Serie gebaut.

## Geschichte
Bereits vor der Aufnahme der Serienfertigung der Fournier RF-9 beauftragte René Caillet Anfang 1980 bei René Fournier die Weiterentwicklung einer RF-9-Variante in Verbundbauweise für Fournier Aviation. Die Fournier RF-10 war der erste und einzige Flugzeugentwurf von René Fournier, der vollständig aus Verbundwerkstoffen aufgebaut wurde. Da der Lieferant für die RF-9-Baugruppen Siravia über keine Kenntnisse bei der Verwendung von Verbundwerkstoffen verfügte, übernahm die Aerostructure SARL von Robert Jacquet die Fertigung der Baugruppen für die RF-10. Die ersten Baugruppen für den RF-10-Prototyp standen bereits im Sommer 1980 in Nitray zur Verfügung. Der Erstflug des RF-10-Prototyps WNr. 01, F-WARG erfolgte am 6. März 1981 durch Bernard Chauvreau in Nitray. Nur einen Monat nach dem Erstflug ging am 11. April 1981 der RF-10-Prototyp bei Trudelversuchen verloren. Wie bereits bei der Fournier RF-6 erwies sich die tiefliegende Höhenflosse des Leitwerks als Ursache. René Fournier modifizierte daraufhin das komplette Leitwerk und überführte es bis zum Sommer 1982 in ein T-Leitwerk. Von den drei im April 1981 im Bau befindlichen Vorserienflugzeugen wurde nur die WNr. 03 mit dem neuen T-Leitwerk ausgerüstet. Sie flog erstmals am 13. Dezember 1983. Am 23. Oktober 1984 erteilte die französische Luftfahrtbehörde die Typenzulassung für die RF-10.

## Konstruktion
Das grundsätzliche Layout der RF-9 kam auch bei der RF-10 zur Anwendung. Allerdings konnte Fournier den hinteren Rumpfbereich durch die Verwendung von Kunststoffbauteilen deutlich schlanker gestalten. Die Kabinenhaube der RF-10 wurde gegenüber dem Vorgänger abgeflacht. Ansonsten blieben Rumpf, Flügel, Fahrwerk und der 65 PS starke Motor Limbach L1700E bei der RF-10 unverändert. Auch die tiefliegende Höhenflosse des Leitwerks wurde beim Prototyp zunächst unverändert übernommen, musste aber nach dem Verlust des Prototyps während Trudelversuchen gegen ein T-Leitwerk bei den Serienflugzeugen getauscht werden. Die Serienmaschinen erhielten statt der L1700 einen 68 PS starken Limbach L2000-E01.

## Vermarktung und Weiterentwicklung
Einen Überblick über sämtliche gebauten RF-10 und AMT „Ximango“ findet man bei 

### RF-10 Serienfertigung bei Fournier Aviation (1984–1986)
Ursprünglich beabsichtigte René Caillet für die RF-10 eine Vermarktung von Kits für Eigenbauer. Die Lizenzrechte für Baugruppenfertigung übertrug Fournier Aviation an Aerostructure SARL. Um die Nachfrage nach fertig montierten Flugzeugen zu erfüllen, entstand in Nitray eine kleine RF-10-Montagelinie. Die ersten Kundenflugzeuge wurde im Sommer 1984 ausgeliefert. Da die Kapazitäten bei Aerostructure SARL 1985 nicht mehr ausreichten, übernahm Virazil SARL von Robert Creuzet in Marmande einen Teil der Baugruppenfertigung für die RF-10. Auf dem Aero Salon 1983 in Paris war der brasilianische Luftsportverband an bis zu 100 RF-10 Flugzeugen für die Luftsportvereine in Brasilien interessiert. Da die vorhandenen Kapazitäten in Frankreich weder ausreichend noch preisgünstig genug waren, übertrug Caillet die Lizenzbaurechte für diese Flugzeuge an die brasilianische Aeronaves e Motores S.A. (Aeromot) in Porto Alegre. Aeromot erwarb die Produktionseinrichtungem von Aerostructure und Marmande sowie die Montagelinie in Nitray und erhielt schließlich auch die vollen Entwicklungsrechte an der RF-10. Die RF-10, WNr. 11 ging als Mustermaschine nach Brasilien. Die Produktion in Frankreich wurde 1986 nach insgesamt 14 fertiggestellten Flugzeugen eingestellt. Fournier Aviation wurde daraufhin aufgelöst. René Caillet zog sich aus der Luftfahrt zurück.

### AMT Ximango Produktion bei Aeronaves e Motores S.A. (1986)
Die aus Frankreich übernommenen Produktionseinrichtungen wurden 1986 bei Aeronaves e Motores in Porto Alegre in Betrieb genommen. Der RF-10-Entwurf wurde in Brasilien geringfügig für den brasilianischen Markt modifiziert und erhielt am 5. Juni 1986 als AMT-100 „Ximango“ die brasilianische Typenzulassung EP-8602. Bei Aeromot entstanden ab Juli 1986 pro Quartal zwei Flugzeuge, die zunächst vornehmlich an brasilianische Luftsportvereine abgegeben wurden. Ab 1988 wurde der Limbach L2000 durch den brasilianischen 72 PS starken Nachbau Imaer T2000-M1 ersetzt. Nach Erteilung der Musterzulassung für die AMT-100 durch die französische DGAC stellte Aeromot 1991 insgesamt sieben Maschinen René Caillet für den französischen Markt zur Verfügung. Für das brasilianische Militär und die Polizei rüstete Aeromot einige AMT-100 mit Kameras und Wärmesensoren unter dem Rumpf, die als AMT-100R an das Militär bzw. als AMT-100P an die Polizeidienste übergeben wurden. Die AMT-100 Produktion lief 1993 nach 44 gebauten Flugzeugen aus.
Bereits im Juli 1992 hatte die weiterentwickelte AMT-200 Super Ximango mit einem 80 PS starken Rotax 912-A2 ihren Erstflug in Porto Alegre absolviert. Sie ersetzte ab 1993 die AMT-100 in der Produktion. Ab 2000 wurde die Super Ximango mit dem 98 PS starken Rotax 912-S2 und optionalen Winglets als AMT-200S angeboten, von denen auch die U.S. Air Force einige Maschinen als TG.14A erwarb. Insgesamt 126 AMT-200 Super Ximango wurden zwischen 1993 und 2007 in Porto Alegre gebaut. Aeromot legte 2007 eine nochmals überarbeitete AMT-200-Variante als AMT-200SO mit einer um 150 kg erhöhten Startmasse auf. Hiervon entstanden bis zur endgültigen Produktionseinstellung allerdings nur einige wenige Exemplare.

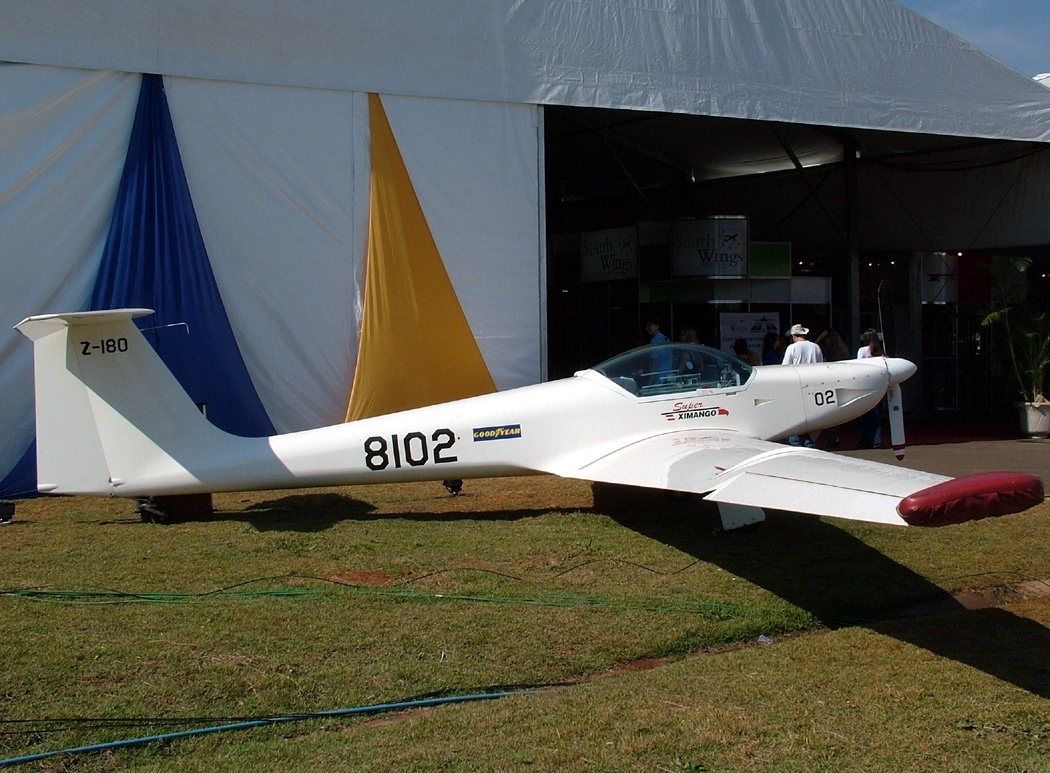
Aeromot AMT-200 Super Ximango

Ab 1999 kam die AMT-300 Turbo Ximango mit einem 85 PS starken Rotax 914-F3 und serienmäßigen Winglets als Turbovariante auf den Markt. Die AMT-300R war eine Schleppflugzeugvariante für Segelflugvereine. Die AMT-300SO war eine Variante mit erhöhter Startmasse. Von der Turbovariante verkauften sich allerdings nur wenige Stück.

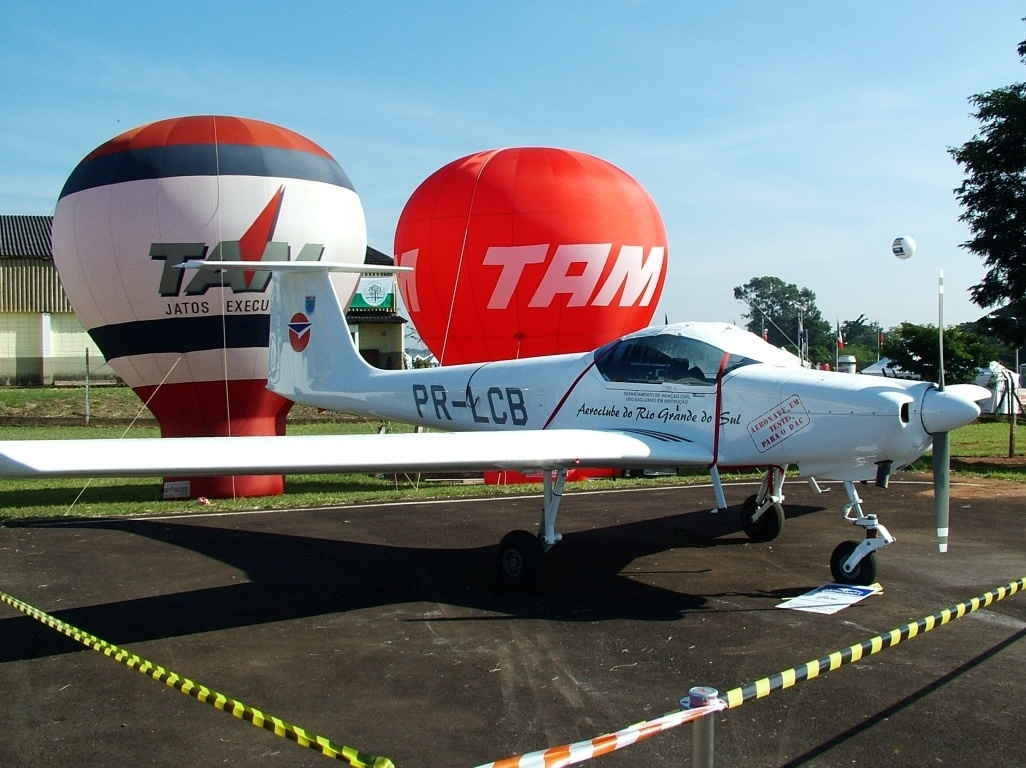
Aeromot AMT-600 Guri AN0637032

Bereits 1998 entstand mit der AMT-600 Guri ein vollständig neuer Flugzeugentwurf mit einem Bugfahrwerk und verkürzten Tragflächen. Der Rumpf wurde weitgehend von der „Ximango“ übernommen. Als Motor kam ein Lycoming O235-Motor zum Einsatz. Während die „Ximango“ als Motorsegler betrieben wurde, war die „Guri“ ein reines Motorflugzeug und war damit mit einer modernisierten Fournier RF-6 vergleichbar. Die AMT-600 erhielt 2001 die Musterzulassung der CTA. Eine Lizenzfertigung der AMT-600 in China kam 2004 nicht zustande. Es blieb bei einigen wenigen AMT-600, die im brasilianischen Markt verkauft wurden.
Mit der Insolvenz der Aeronaves e Motores Gruppe 2009 endete nach fast 25 Jahren auch die Serienfertigung der „Ximango“ nach insgesamt 202 gebauten Exemplaren. Es waren die letzten Serienflugzeuge eines von René Fournier entwickelten Flugzeugmusters.

## Varianten
- Fournier RF-10 – drei Prototypen mit tiefliegender Höhenflosse, Serienflugzeuge mit T-Leitwerk bei Fournier Aviation
- Aeromot AMT-100 – Serienproduktion der RF-10 mit Imaer T2000-M1 bei Aeronaves e Motores in Porto Alegre, Brasilien
- Aeromot AMT-100R – wie AMT-100, militärische Variante
- Aeromot AMT-100P – wie AMT-100, Polizeiflugzeug mit Kamera und Infrarot-Sensorik
- Aeromot AMT-200 – weiterentwickelte AMT-100 mit Rotax 912-A2 Motor ab 1993
- Aeromot AMT-200S – mit Rotax 912-S2, optionale Winglets ab 1999
- Aeromot AMT-200SO – wie AMT-200S mit erhöhter Startmasse ab 2007
- Aeromot AMT-300 – Turbovariante mit Rotax 914-F3 und Winglets ab 1999
- Aeromot AMT-300R – wie AMT-300, Schleppflugzeug
- Aeromot AMT-300SO – wie AMT-300 mit erhöhter Startmasse ab 2007
- Aeromot AMT-600 – Motorflugzeugvariante mit Bugfahrwerk ab 1999
- TG-14A – US-Air-Force-Typenbezeichnung für AMT-200S

## Rekord- und Sonderflüge
- Weltflug 2001
Mit einer Fournier RF-10, WNr. 11, PT-ZAM umrundete der in Brasilien lebende Schweizer Gerard Moss 2001 in drei Monaten die Erde. Er startete am 20. Juni 2001 in Rio de Janeiro und gelangte über Venezuela, Kolumbien und Mexiko in die USA. Über Alaska gelangte Moss nach Sibirien, Japan, Vietnam, Thailand, Indien, Oman und Ägypten. Über Griechenland, Italien, die Schweiz, Deutschland, Frankreich, Spanien und Portugal gelangte Moss nach Marrakesch. Vom Senegal und den Kapverdischen Inseln überquerte Moss den Südatlantik bis Fernando do Noronha. Am 28. September 2001 erreichte Moss Rio de Janeiro. Erstmals umrundete Moss die Erde in einem Motorsegler.[3]

## Technische Daten
| Kenngröße             | RF-10 (Serie)                       | AMT-100                              | AMT-200                            | AMT-300                             | AMT-600                               |
| --------------------- | ----------------------------------- | ------------------------------------ | ---------------------------------- | ----------------------------------- | ------------------------------------- |
| Besatzung/Passagiere  | 1/1                                 | 1/1                                  | 1/1                                | 1/1                                 | 1/1                                   |
| Länge                 | 7,89 m                              | 7,89 m                               | 8,05 m                             | 8,08 m                              | 8,07 m                                |
| Spannweite            | 17,47 m                             | 17,47 m                              | 17,47 m                            | 17,70 m                             | 10,50 m                               |
| Höhe                  | 1,93 m                              | 1,93 m                               | 1,93 m                             | 1,93 m                              | 2,65 m                                |
| Flügelfläche          | 18,70 m²                            | 18,70 m²                             | 18,70 m²                           | 18,75 m²                            | 13,80 m²                              |
| Flügelstreckung       | 16,3                                | 16,3                                 | 16,3                               | 16,7                                | 8,0                                   |
| Leermasse             | 600 kg                              | 600 kg                               | 625 kg                             | 630 kg                              | 675 kg                                |
| Startmasse            | 800 kg                              | 800 kg                               | 850 kg                             | 850 kg                              | 900 kg                                |
| Reisegeschwindigkeit  | 185 km/h                            | 180 km/h                             | 205 km/h                           | 225 km/h                            | 157 km/h                              |
| Höchstgeschwindigkeit | 200 km/h                            | 245 km/h                             | 220 km/h                           | 230 km/h                            | 226 km/h                              |
| Dienstgipfelhöhe      | 5000 m                              |                                      | 4900 m                             | 8700 m                              | 5300 m                                |
| Reichweite            | 1300 km                             |                                      | 1450 km                            | 1500 km                             | 1450 km                               |
| Triebwerke            | ein Limbach L2000 80 PS (ca. 60 kW) | ein Imaer T2000-M1 72 PS (ca. 50 kW) | ein Rotax 912-A2 81 PS (ca. 60 kW) | ein Rotax 914-F3 115 PS (ca. 80 kW) | ein Lycoming O-235 115 PS (ca. 80 kW) |